# فيليكس تومي
فيليكس تومي (بالفرنسية: Félix Tomi)‏ هو لاعب كرة قدم فرنسي في مركز الوسط، ولد في 31 أغسطس 2000 في أجاكسيو في فرنسا. لعب مع نادي أجاكسيو.

## وصلات خارجية
- فيليكس تومي على موقع قاعدة بيانات كرة القدم.إي يو (الإنجليزية)
- فيليكس تومي على موقع Soccerway.com (الإنجليزية)